# أوفادا
أوفادا (بالإيطالية: Ovada)‏ هي بلدية في مقاطعة ألساندريا في إقليم بييمونتي في إيطاليا.

## السكان
في سنة 1861 بلغ عدد السكان 6٬678 نسمة، وتطور العدد ليصل في سنة 2011 لـ 11٬685 نسمة.
يظهر هذا المخطط البياني تطور النمو السكاني لـ أوفادا

## أعلام
- ستيفانو فارينا